# Kansas City Chiefs 2025
La stagione 2025 dei Kansas City Chiefs sarà la 56ª della franchigia nella National Football League, la 66ª complessiva e la 13ª con Andy Reid come capo-allenatore. La squadra tenterà di raggiungere il quarto Super Bowl consecutivo e vincere il terzo titolo in quattro anni.

## Scelte nel Draft 2025
| Scelte dei Chiefs nel Draft 2025 |        |                                      |                                      |                                      |                                         |                                     |                                     |                                     |                                     |                                     |                                     |                                     |                                     |                                     |                                     |                                     |                                     |                                     |                                     |                                     |                                     |                                     |                                     |                                     |                                     |                                     |                                     |                                     |                                     |                                     |                                     |                                     |
| Giro                             | Scelta | Scelta                               | Ruolo                                | College                              | Note                                    |                                     |                                     |                                     |                                     |                                     |                                     |                                     |                                     |                                     |                                     |                                     |                                     |                                     |                                     |                                     |                                     |                                     |                                     |                                     |                                     |                                     |                                     |                                     |                                     |                                     |                                     |                                     |
| 1                                | 31     | Scambiata con i Philadelphia Eagles  | Scambiata con i Philadelphia Eagles  | Scambiata con i Philadelphia Eagles  | Scambiata con i Philadelphia Eagles     | Scambiata con i Philadelphia Eagles | Scambiata con i Philadelphia Eagles | Scambiata con i Philadelphia Eagles | Scambiata con i Philadelphia Eagles | Scambiata con i Philadelphia Eagles | Scambiata con i Philadelphia Eagles | Scambiata con i Philadelphia Eagles | Scambiata con i Philadelphia Eagles | Scambiata con i Philadelphia Eagles | Scambiata con i Philadelphia Eagles | Scambiata con i Philadelphia Eagles | Scambiata con i Philadelphia Eagles | Scambiata con i Philadelphia Eagles | Scambiata con i Philadelphia Eagles | Scambiata con i Philadelphia Eagles | Scambiata con i Philadelphia Eagles | Scambiata con i Philadelphia Eagles | Scambiata con i Philadelphia Eagles | Scambiata con i Philadelphia Eagles | Scambiata con i Philadelphia Eagles | Scambiata con i Philadelphia Eagles | Scambiata con i Philadelphia Eagles | Scambiata con i Philadelphia Eagles | Scambiata con i Philadelphia Eagles | Scambiata con i Philadelphia Eagles | Scambiata con i Philadelphia Eagles | Scambiata con i Philadelphia Eagles |
| 1                                | 32     | Josh Simmons                         | OT                                   | Ohio State                           | da Philadelphia                         |                                     |                                     |                                     |                                     |                                     |                                     |                                     |                                     |                                     |                                     |                                     |                                     |                                     |                                     |                                     |                                     |                                     |                                     |                                     |                                     |                                     |                                     |                                     |                                     |                                     |                                     |                                     |
| 2                                | 63     | Omarr Norman-Lott                    | DT                                   | Tennessee                            |                                         |                                     |                                     |                                     |                                     |                                     |                                     |                                     |                                     |                                     |                                     |                                     |                                     |                                     |                                     |                                     |                                     |                                     |                                     |                                     |                                     |                                     |                                     |                                     |                                     |                                     |                                     |                                     |
| 3                                | 66     | Ashton Gillotte                      | DE                                   | Louisville                           | da Tennessee                            |                                     |                                     |                                     |                                     |                                     |                                     |                                     |                                     |                                     |                                     |                                     |                                     |                                     |                                     |                                     |                                     |                                     |                                     |                                     |                                     |                                     |                                     |                                     |                                     |                                     |                                     |                                     |
| 3                                | 85     | Nohl Williams                        | CB                                   | California                           | da Denver via Carolina e New England    |                                     |                                     |                                     |                                     |                                     |                                     |                                     |                                     |                                     |                                     |                                     |                                     |                                     |                                     |                                     |                                     |                                     |                                     |                                     |                                     |                                     |                                     |                                     |                                     |                                     |                                     |                                     |
| 3                                | 95     | Scambiata con i Patriots             | Scambiata con i Patriots             | Scambiata con i Patriots             |                                         |                                     |                                     |                                     |                                     |                                     |                                     |                                     |                                     |                                     |                                     |                                     |                                     |                                     |                                     |                                     |                                     |                                     |                                     |                                     |                                     |                                     |                                     |                                     |                                     |                                     |                                     |                                     |
| 4                                | 133    | Jalen Royals                         | WR                                   | Utah State                           |                                         |                                     |                                     |                                     |                                     |                                     |                                     |                                     |                                     |                                     |                                     |                                     |                                     |                                     |                                     |                                     |                                     |                                     |                                     |                                     |                                     |                                     |                                     |                                     |                                     |                                     |                                     |                                     |
| 5                                | 156    | Jeffrey Bassa                        | LB                                   | Oregon                               | Da Pittsburgh                           |                                     |                                     |                                     |                                     |                                     |                                     |                                     |                                     |                                     |                                     |                                     |                                     |                                     |                                     |                                     |                                     |                                     |                                     |                                     |                                     |                                     |                                     |                                     |                                     |                                     |                                     |                                     |
| 5                                | 164    | Scambiata con i Pittsburgh Steelers  | Scambiata con i Pittsburgh Steelers  | Scambiata con i Pittsburgh Steelers  | da Philadelphia via Detroit e Cleveland |                                     |                                     |                                     |                                     |                                     |                                     |                                     |                                     |                                     |                                     |                                     |                                     |                                     |                                     |                                     |                                     |                                     |                                     |                                     |                                     |                                     |                                     |                                     |                                     |                                     |                                     |                                     |
| 5                                | 167    | Scambiata con i Tennessee Titans     | Scambiata con i Tennessee Titans     | Scambiata con i Tennessee Titans     |                                         |                                     |                                     |                                     |                                     |                                     |                                     |                                     |                                     |                                     |                                     |                                     |                                     |                                     |                                     |                                     |                                     |                                     |                                     |                                     |                                     |                                     |                                     |                                     |                                     |                                     |                                     |                                     |
| 6                                | 207    | Scambiata con i New York Jets        | Scambiata con i New York Jets        | Scambiata con i New York Jets        |                                         |                                     |                                     |                                     |                                     |                                     |                                     |                                     |                                     |                                     |                                     |                                     |                                     |                                     |                                     |                                     |                                     |                                     |                                     |                                     |                                     |                                     |                                     |                                     |                                     |                                     |                                     |                                     |
| 7                                | 225    | Scambiata con gli Arizona Cardinals  | Scambiata con gli Arizona Cardinals  | Scambiata con gli Arizona Cardinals  |                                         |                                     |                                     |                                     |                                     |                                     |                                     |                                     |                                     |                                     |                                     |                                     |                                     |                                     |                                     |                                     |                                     |                                     |                                     |                                     |                                     |                                     |                                     |                                     |                                     |                                     |                                     |                                     |
| 7                                | 226    | Scambiata con i Pittsburgh Steelers  | Scambiata con i Pittsburgh Steelers  | Scambiata con i Pittsburgh Steelers  | da Carolina                             |                                     |                                     |                                     |                                     |                                     |                                     |                                     |                                     |                                     |                                     |                                     |                                     |                                     |                                     |                                     |                                     |                                     |                                     |                                     |                                     |                                     |                                     |                                     |                                     |                                     |                                     |                                     |
| 7                                | 228    | Brashard Smith                       | RB                                   | SMU                                  | da New England                          |                                     |                                     |                                     |                                     |                                     |                                     |                                     |                                     |                                     |                                     |                                     |                                     |                                     |                                     |                                     |                                     |                                     |                                     |                                     |                                     |                                     |                                     |                                     |                                     |                                     |                                     |                                     |
| 7                                | 247    | Scambiata con i Carolina Panthers    | Scambiata con i Carolina Panthers    | Scambiata con i Carolina Panthers    |                                         |                                     |                                     |                                     |                                     |                                     |                                     |                                     |                                     |                                     |                                     |                                     |                                     |                                     |                                     |                                     |                                     |                                     |                                     |                                     |                                     |                                     |                                     |                                     |                                     |                                     |                                     |                                     |
| 7                                | 251    | Scambiata con i New England Patriots | Scambiata con i New England Patriots | Scambiata con i New England Patriots | Scelta compensatoria                    |                                     |                                     |                                     |                                     |                                     |                                     |                                     |                                     |                                     |                                     |                                     |                                     |                                     |                                     |                                     |                                     |                                     |                                     |                                     |                                     |                                     |                                     |                                     |                                     |                                     |                                     |                                     |
| 7                                | 257    | Scambiata con i New England Patriots | Scambiata con i New England Patriots | Scambiata con i New England Patriots | Scelta compensatoria                    |                                     |                                     |                                     |                                     |                                     |                                     |                                     |                                     |                                     |                                     |                                     |                                     |                                     |                                     |                                     |                                     |                                     |                                     |                                     |                                     |                                     |                                     |                                     |                                     |                                     |                                     |                                     |

## Staff
| Staff dei Kansas City Chiefs |
| --- |
| Organi dirigenziali - Chairman/CEO: Clark Hunt - Presidente – Mark Donovan - General manager – Brett Veach - Vice presidente senior delle operazioni del football e strategia – Chris Shea - Direttore del personale dei giocatori – Mike Bradway - Direttore del personale dei giocatori/professionisti – Tim Terry - Direttore del personale dei giocatori/college – Ryne Nutt - Dirigente del personale senior – Willie Davis - Co-direttore degli osservatori del college – Pat Sperduto and David Hinson - Assistente del direttore dell'amministrazione del football – Jack Wolov Capo allenatore - Andy Reid - Assistente c.a./coordinatore special team – Dave Toub Altri allenatori - Vice presidente della medicina sportiva e performance – Rick Burkholder - Preparatore atletico/direttore della scienza sportiva – Ryan Reynolds - Assistente p.a. – Greg Carbin - Assistente p.a. – Tyler Judkins - Assistente p.a. – Spencer Reid Allenatori dell'attacco - Coordinatore offensivo – Matt Nagy - Coordinatore gioco sui passaggi – Joe Bleymaier - Quarterback – David Girardi - Running back – Todd Pinkston - Assistente running back – Porter Ellett - Wide receiver – Connor Embree - Tight end – Tom Melvin - Offensive line – Andy Heck - Assistente offensive line – Corey Matthaei - Assistente attacco – Kevin Saxton - Controllo qualità attacco/assistente quarterback – Dan Williams Allenatori della difesa - Coordinatore difensivo: Steve Spagnuolo - Defensive line – Joe Cullen - Linebacker/coordinatore gioco sulle corse – Brendan Daly - Outside linebacker – Rod Wilson - Defensive back – Dave Merritt - Assistente difesa senior – Matt House - Controllo qualità difesa – Louie Addazio - Controllo qualità difesa – Chris Orr - Controllo qualità difesa – Alex Whittingham Allenatori dello special team - Assistente dello Special Team: Andy Hill |

## Roster
| Roster dei Kansas City Chiefs |
| --- |
| Quarterback - 15 Patrick Mahomes - 11 Carson Wentz Running Back - 29 Kareem Hunt - 10 Isiah Pacheco - 34 Samaje Perine - 42 Carson Steele FB Wide Receiver - 5 Marquise Brown - 8 DeAndre Hopkins - 81 Nikko Remigio - 9 JuJu Smith-Schuster - 84 Justin Watson - 1 Xavier Worthy Tight End - 83 Noah Gray - 88 Peyton Hendershot - 87 Travis Kelce Offensive Linemen - 66 Mike Caliendo LG - 75 Ethan Driskell RT - 61 C.J. Hanson RG - 52 Creed Humphrey C - 70 D.J. Humphries LT - 64 Wanya Morris LT - 60 Hunter Nourzad C - 65 Trey Smith RG - 76 Kingsley Suamataia LT - 74 Jawaan Taylor RT - 62 Joe Thuney LG Defensive Linemen - 97 Felix Anudike-Uzomah DE - 51 Mike Danna DE - 94 Malik Herring DE - 95 Chris Jones DT - 56 George Karlaftis DE - 91 Derrick Nnadi DT - 90 Charles Omenihu DE - 69 Mike Pennel DT - 98 Tershawn Wharton DT Linebacker - 32 Nick Bolton MLB - 54 Leo Chenal OLB - 44 Cam Jones OLB - 23 Drue Tranquill OLB - 55 Joshua Uche OLB Defensive Back - 27 Chamarri Conner FS - 6 Bryan Cook FS - 21 Jaden Hicks SS - 13 Nazeeh Johnson CB - 22 Trent McDuffie CB - 20 Justin Reid SS - 30 Christian Roland-Wallace CB - 39 Keith Taylor CB - 35 Jaylen Watson CB - 2 Joshua Williams CB Special Team - 14 Matt Araiza P - 7 Harrison Butker K - 41 James Winchester LS Lista delle riserve - -- Shaun Bradley OLB (Futures) - 43 Jack Cochrane MLB (IR) - 89 Jody Fortson TE (IR) - 17 Mecole Hardman WR (IR) - 70 McKade Mettauer G (IR) - 24 Skyy Moore WR (IR) - 4 Rashee Rice WR (IR) - 40 Spencer Shrader K (IR) - -- Jason Taylor II S (Futures) - 53 B.J. Thompson DE (NF-Ill.) - 92 Marlon Tuipulotu DT (IR) - 12 Jared Wiley TE (IR) Squadra di allenamento - 50 Swayze Bozeman OLB - -- Jason Brownlee WR - 26 Deon Bush SS - 48 Cole Christiansen OLB - 47 Baylor Cupp TE (Practice squad/Injured) - 85 Anthony Firkser TE - 72 Chukwuebuka Godrick LT - 99 Siaki Ika DT - 38 Keaontay Ingram RB - 31 Nic Jones CB - 96 Fabien Lovett DT - 38 Steven Nelson CB - 19 Chris Oladokun QB - 82 Justyn Ross WR - 46 Darius Rush CB - 29 Eric Scott Jr. CB - 19 Tyquan Thornton WR - 80 Montrell Washington WR Roster aggiornato al 9 febbraio 2025 53 attivi, 12 inattivi, 16 nella squadra di allenamento |
| Legenda - I rookie sono in corsivo. - Il primo ruolo è il principale mentre gli eventuali successivi indicano i ruoli secondari. - (IR) sta per Injured Reserve ed indica la lista ristretta per un solo giocatore infortunato che può tornare ad allenarsi dopo la settimana 6 e a rientrare in prima squadra dopo che questa ha giocato 8 partite. - (NF-Inj.) / (NF-Ill.) stanno rispettivamente per Non-Football Injured e Non-Football Illness ed indicano le liste dove viene inserito un giocatore che ha un infortunio o una malattia non dipendente dal football americano. - (PUP) sta per Physically Unable to Perform ed indica la lista dove viene inserito un giocatore mentre è in attesa di recuperare la condizione fisica. Nella stagione regolare dopo la sesta partita giocata dalla propria squadra, il giocatore ha tempo tre settimane per riprendere ad allenarsi, più tre settimane aggiuntive dal suo rientro agli allenamenti per rientrare in prima squadra. |

## Precampionato
Il 14 maggio 2025 furono annunciate le gare del precampionato.
| Precampionato |           |           |                     |           |        |                    |               |         |
| Settimana     | Data      | Ora (CT)  | Avversario          | Risultato | Record | Stadio             | TV            | Sintesi |
| 1             | 9 agosto  | 6:00 p.m. | @ Arizona Cardinals | S 17-20   | 0-1    | State Farm Stadium | KSHB-TV (NBC) | Sintesi |
| 2             | 15 agosto | 9:00 p.m. | @ Seattle Seahawks  | S 16-33   | 0-2    | Lumen Field        | KSHB-TV (NBC) | Sintesi |
| 3             | 22 agosto | 7:20 p.m. | Chicago Bears       | -         | -      | Arrowhead Stadium  | KSHB-TV (NBC) | -       |

## Stagione regolare

### Calendario
Il calendario della stagione regolare fu reso noto il 14 maggio 2025.
| Stagione regolare |                    |                    |                            |                    |                    |                               |                    |                    |
| Settimana         | Data               | Ora (CT)           | Avversario                 | Risultato          | Record             | Stadio                        | TV                 | Sintesi            |
| 1                 | 5 settembre        | 7:00 p.m.          | @ Los Angeles Chargers (I) | -                  | -                  | Arena Corinthians (San Paolo) | YouTube            | -                  |
| 2                 | 14 settembre       | 3:25 p.m.          | Philadelphia Eagles        | -                  | -                  | Arrowhead Stadium             | Fox                | -                  |
| 3                 | 21 settembre       | 7:20 p.m.          | @ New York Giants (S)      | -                  | -                  | MetLife Stadium               | NBC                | -                  |
| 4                 | 28 settembre       | 3:25 p.m.          | Baltimore Ravens           | -                  | -                  | Arrowhead Stadium             | CBS                | -                  |
| 5                 | 6 ottobre          | 7:15 p.m.          | @ Jacksonville Jaguars (M) | -                  | -                  | EverBank Stadium              | ESPN/ABC           | -                  |
| 6                 | 12 ottobre         | 7:20 p.m.          | Detroit Lions (S)          | -                  | -                  | Arrowhead Stadium             | NBC                | -                  |
| 7                 | 19 ottobre         | 12:00 p.m.         | Las Vegas Raiders          | -                  | -                  | Arrowhead Stadium             | CBS                | -                  |
| 8                 | 27 ottobre         | 7:15 p.m.          | Washington Commanders (M)  | -                  | -                  | Arrowhead Stadium             | ESPN/ABC           | -                  |
| 9                 | 2 novembre         | 3:25 p.m.          | @ Buffalo Bills            | -                  | -                  | Highmark Stadium              | CBS                | -                  |
| 10                | Settimana di pausa | Settimana di pausa | Settimana di pausa         | Settimana di pausa | Settimana di pausa | Settimana di pausa            | Settimana di pausa | Settimana di pausa |
| 11                | 16 novembre        | 3:25 p.m.          | @ Denver Broncos           | -                  | -                  | Empower Field at Mile High    | CBS                | -                  |
| 12                | 23 novembre        | 12:00 p.m.         | Indianapolis Colts         | -                  | -                  | Arrowhead Stadium             | CBS                | -                  |
| 13                | 27 novembre        | 3:30 p.m.          | @ Dallas Cowboys (T)       | -                  | -                  | AT&T Stadium                  | CBS                | -                  |
| 14                | 7 dicembre         | 7:20 p.m.          | Houston Texans (S)         | -                  | -                  | Arrowhead Stadium             | NBC                | -                  |
| 15                | 14 dicembre        | 12:00 p.m.         | Los Angeles Chargers       | -                  | -                  | Arrowhead Stadium             | CBS                | -                  |
| 16                | 21 dicembre        | 12:00 p.m.         | @ Tennessee Titans         | -                  | -                  | Nissan Stadium                | CBS                | -                  |
| 17                | 25 dicembre        | 7:15 p.m.          | Denver Broncos (T)         | -                  | -                  | Arrowhead Stadium             | Prime Video        | -                  |
| 18                | 3/4 gennaio        | Da def.            | @ Las Vegas Raiders        | -                  | -                  | Allegiant Stadium             | Da def.            | -                  |

Note:
- Gli avversari della propria division sono in grassetto.
- Il simbolo "@" indica una partita giocata in trasferta.
- (M) indica il Monday Night Football, (T) il Thursday Night Football, (S) il Sunday Night Football e (I) una partita delle NFL International Series.
- Dall'undicesimo al diciassettesimo turno si adotta una programmazione flessibile: le partite programmate per il Sunday Night Football, il Monday Night Football e il Thursday Night Football sono programmate in via provvisoria e sono eventualmente soggette a modifiche.
- Data e orario della gara del diciottesimo turno saranno stabilite dopo lo svolgimento del diciassettesimo turno.